# Melanie Fronckowiak
Melanie Nunes Fronckowiak (ur. 16 stycznia 1988 w Araranguá) – brazylijska aktorka, piosenkarka i modelka polskiego pochodzenia.

## Filmografia

### Seriale
- 2010: Viver a Vida: Duda
- 2011-2012: Rebelde: Carla Ferrer
- 2018: 3%: Julia